# العلاقات اليونانية الروسية
العلاقات اليونانية الروسية هي العلاقات الثنائية التي تجمع بين اليونان وروسيا.

## مقارنة بين البلدين
هذه مقارنة عامة ومرجعية للدولتين:
| وجه المقارنة                                              | اليونان                                                                             | روسيا                                   |
| --------------------------------------------------------- | ----------------------------------------------------------------------------------- | --------------------------------------- |
| المساحة (كم2)                                             | 131.96 ألف                                                                          | 17.08 مليون                             |
| عدد السكان (نسمة)                                         | 10.76 مليون                                                                         | 146.80 مليون                            |
| الكثافة السكانية (ن./كم²)                                 | 81.54                                                                               | 8.59                                    |
| العاصمة                                                   | أثينا، نافبليو                                                                      | موسكو                                   |
| اللغة الرسمية                                             | لغة يونانية، اليونانية الديموطيقية ‏                                                 | اللغة الروسية                           |
| العملة                                                    | يورو، دراخما، فينيكس يوناني ‏                                                        | روبل روسي                               |
| الناتج المحلي الإجمالي (بليون دولار)                      | 200.29 مليار                                                                        | 1.58 تريليون                            |
| الناتج المحلي الإجمالي (تعادل القوة الشرائية) بليون دولار | 285.45 مليار                                                                        | 3.69 تريليون                            |
| الناتج المحلي الإجمالي الاسمي للفرد دولار أمريكي          | 18.00 ألف                                                                           | 9.09 ألف                                |
| الناتج المحلي الإجمالي للفرد دولار أمريكي                 | 26.85 ألف                                                                           |                                         |
| مؤشر التنمية البشرية                                      | 0.865                                                                               | 0.798                                   |
| رمز المكالمات الدولي                                      | +30                                                                                 | +7                                      |
| رمز الإنترنت                                              | .gr                                                                                 | .ru، .рф، .рус ‏، .su                    |
| المنطقة الزمنية                                           | توقيت شرق أوروبا، ت ع م+02:00، ت ع م+03:00، توقيت شرق أوروبا الصيفي ‏، أوروبا/أثينا ‏ | Magadan Time ‏، ت ع م+02:00، ت ع م+12:00 |

## مدن متوأمة
في ما يلي قائمة باتفاقيات التوأمة بين مدن يونانية وروسية:
- ترتبط فولوس مع روستوف على نهر الدون باتفاقية توأمة منذ 2007.
- ترتبط رودس مع يالطا باتفاقية توأمة.
- ترتبط سلانيك مع سانت بطرسبرغ باتفاقية توأمة منذ 1984.
- ترتبط غليفاذا مع فيدنويي باتفاقية توأمة.
- ترتبط باتراس مع كالينينغراد باتفاقية توأمة منذ 10 سبتمبر 2013.[17][18][17][18]
- ترتبط أثينا مع موسكو باتفاقية توأمة منذ 18 سبتمبر 1991.
- ترتبط تريكالا مع بياتيغورسك باتفاقية توأمة.
- ترتبط بانوراما مع كالوغا باتفاقية توأمة منذ 9 نوفمبر 2002.[19]
- ترتبط نافبليو مع كرنشتات باتفاقية توأمة.
- ترتبط بيرايوس مع سانت بطرسبرغ باتفاقية توأمة منذ 1985.
- ترتبط ريثيمنو مع بوشكين باتفاقية توأمة.
- ترتبط كاتريني مع سورغوت باتفاقية توأمة.

## منظمات دولية مشتركة
يشترك البلدان في عضوية مجموعة من المنظمات الدولية، منها:
| علم المنظمة | اسم المنظمة                          | تاريخ انضمام اليونان | تاريخ انضمام روسيا |
| ----------- | ------------------------------------ | -------------------- | ------------------ |
|             | المنظمة الهيدروغرافية الدولية        | ?                    | ?                  |
|             | منظمة الشرطة الجنائية الدولية        | ?                    | 27 سبتمبر 1990     |
|             | الاتحاد البريدي العالمي              | ?                    | ?                  |
|             | منظمة التجارة العالمية               | 1995                 | 22 أغسطس 2012      |
|             | الفريق المعني برصد الأرض             | ?                    | ?                  |
|             | مجموعة الموردين النوويين             | ?                    | ?                  |
|             | مؤسسة التنمية الدولية                | 9 يناير 1962         | 16 يونيو 1992      |
|             | اتفاقية السماوات المفتوحة            | ?                    | ?                  |
|             | منظمة الأمن والتعاون في أوروبا       | 25 يونيو 1973        | 1992               |
|             | مؤسسة التمويل الدولية                | 26 سبتمبر 1957       | 12 أبريل 1993      |
|             | مجلس أوروبا                          | 9 أغسطس 1949         | 28 فبراير 1996     |
|             | منظمة حظر الأسلحة الكيميائية         | ?                    | ?                  |
|             | منظمة التعاون الاقتصادي للبحر الأسود | ?                    | 4 يونيو 1992       |
|             | الأمم المتحدة                        | 25 أكتوبر 1945       | 24 أكتوبر 1945     |
|             | الاتحاد الدولي للاتصالات             | 1866                 | 1866               |
|             | البنك الدولي للإنشاء والتعمير        | 27 ديسمبر 1945       | 16 يونيو 1992      |
|             | وكالة ضمان الاستثمار متعدد الأطراف   | 30 أغسطس 1993        | 29 ديسمبر 1992     |
|             | نظام تحكم تكنولوجيا القذائف          | 1992                 | 1995               |
|             | يونسكو                               | 4 نوفمبر 1946        | 21 أبريل 1954      |

## أعلام
هذه قائمة لبعض الشخصيات التي تربطها علاقات بالبلدين:
- أندريه ساخاروف (21 مايو 1921[28][29][30] – 14 ديسمبر 1989[28][29][30])
- سيرجي كوروليوف (مهندس صواريخ سوفيتي، 30 ديسمبر 1906 – 14 يناير 1966[31])
- فاسيلي إيفانوفيتش (25 مارس 1479 – 3 ديسمبر 1533)
- فالنتينا ماتفيينكو (سياسية روسية، 7 أبريل 1949 – )

## وصلات خارجية
- موقع وزارة الخارجية اليونانية
- موقع وزارة الخارجية الروسية